# مژکچه

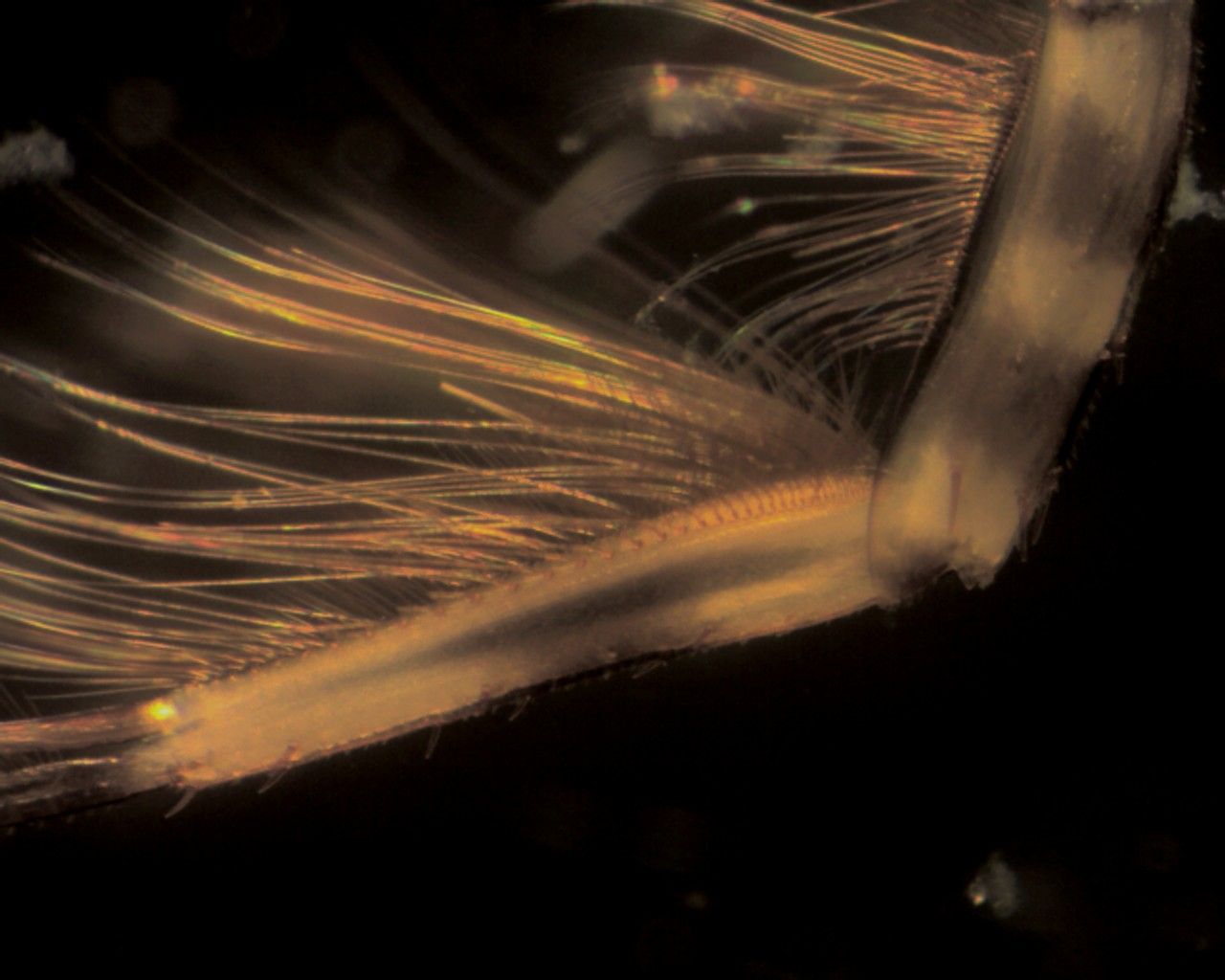
مژکچه‌ها در قسمت پاچه جلوی یک‌روزه‌ها

مُژَکچه (به انگلیسی: Seta) در زیست‌شناسی هر یک از ساختارهای مختلف مویچه مانند و موی مانند موجودات زنده است.

## مژکچه جانوران

### بی‌مهرگان
مژکچه‌های کرم حلقوی مویچه‌های سفتی است که روی بدن وجود دارد. آنها برای نمونه به کرم‌های خاکی کمک می‌کنند تا به سطح متصل شوند و از حرکت به عقب در هنگام حرکات لوله گوارشی جلوگیری کنند. این موها کشیدن کرم را مستقیم از زمین دشوار می‌کنند. مژکچه‌ها در کم‌تاران (گروهی شامل کرم‌های خاکی) تا حد زیادی از کیتین تشکیل شده است. آنها براساس اندامی که به آن متصل شده‌اند طبقه‌بندی می‌شوند. مانند مژکچه شکمی یا مژکچه پشتی.

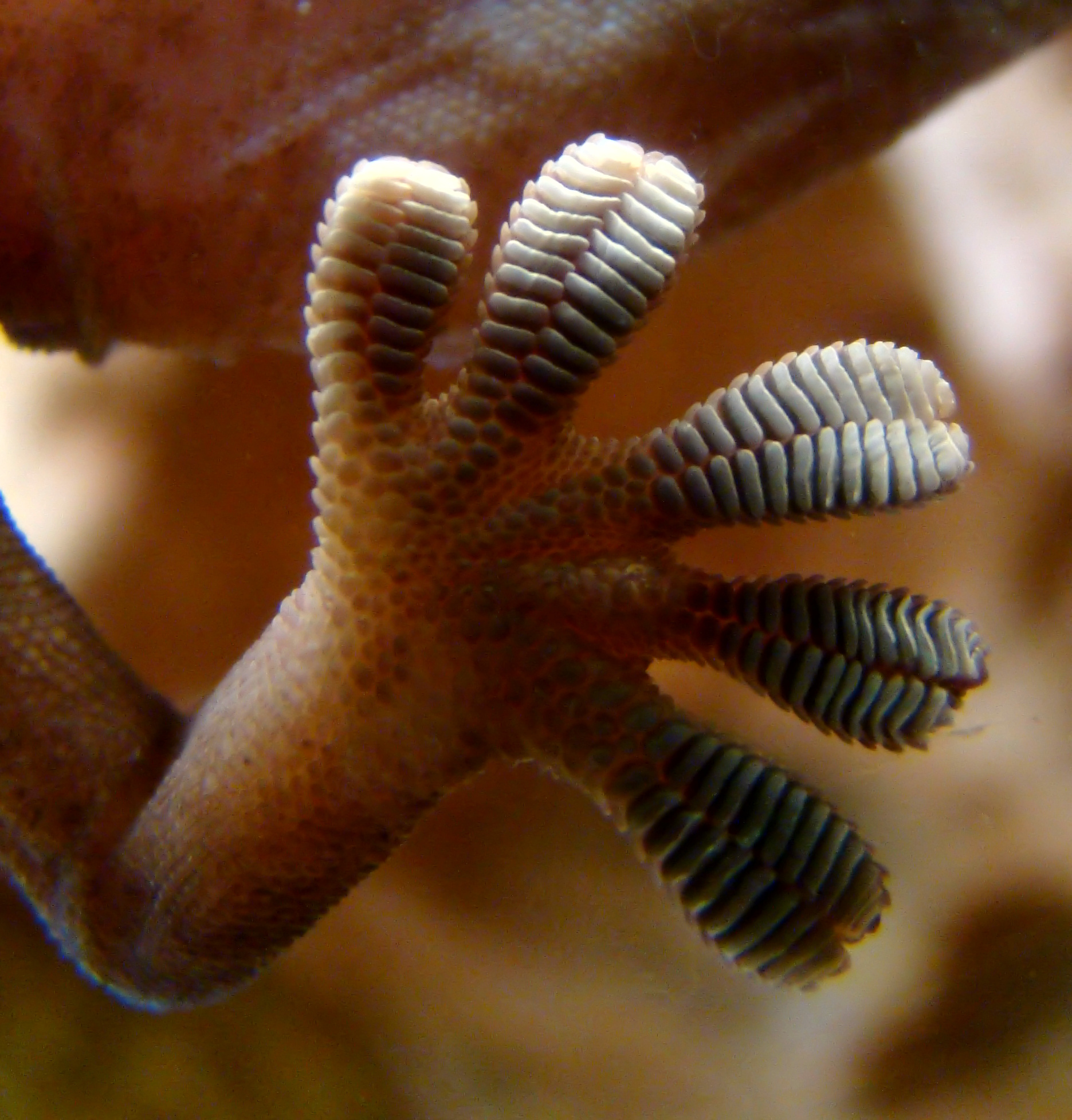
نمای نزدیک از زیر پای گِکو هنگام حرکت روی شیشه‌های عمودی

سخت‌پوستان دارای مژکچه‌های مکانیکی و شیمی‌حِسی هستند. مژکچه‌ها به‌ویژه در قسمت‌های دهان سخت‌پوستان وجود دارد و همچنین می‌تواند در اندام‌های نظافت یافت شود. در بعضی موارد مژکچه‌ها به فلس مانند ساختارها تغییر می‌یابند. مژکچه روی پاهای کریل و سایر سخت‌پوستان کوچک به آنها کمک می‌کند تا فیتوپلانکتون‌ها را جمع کنند، آنها را گرفته و اجازه می‌دهد تا آنها را بخورند.
مژکچه‌ها در پوش حشرات تک‌یاخته‌ای است، به این معنی که هر یک از آنها از یک سلول روپوست که «مولد مویچه» (Trichogen) نام دارد تشکیل شده است. در ابتدا توخالی هستند و در اکثر اشکال بعد از سفت شدن توخالی باقی می‌مانند. آنها از طریق یک سلول ثانویه یا جانبی از نوعی به نام تورموژن (Tormogen) رشد می‌کنند که مولد غشای انعطاف‌پذیر ویژه‌ای است که پایه مژکچه را به پوش اطراف متصل می‌کند. تا حدودی به شکل و عملکرد آنها اسامی مختلفی نامیده می‌شوند مانند، موها، ماکروتریشیا، پرزچه یا فلس. غشای مژکچه کوتیکولی نشده است و حرکت امکان‌پذیر است. بعضی از حشرات، مانند لارو اگار کوچک از مژکچه‌ها به‌عنوان مکانیسم دفاعی استفاده می‌کنند، زیرا در تماس با پوست می‌توانند باعث تاول شوند.

### دهان‌دوّمیان
در سال ۲۰۱۷، توصیف گونه جدیدی از پایه دهان‌دوّمیان منتشر شد. به نظر می‌رسد این جانور در منافذ کنار بدن خود دارای مژکچه می‌باشد.

### مهره‌داران

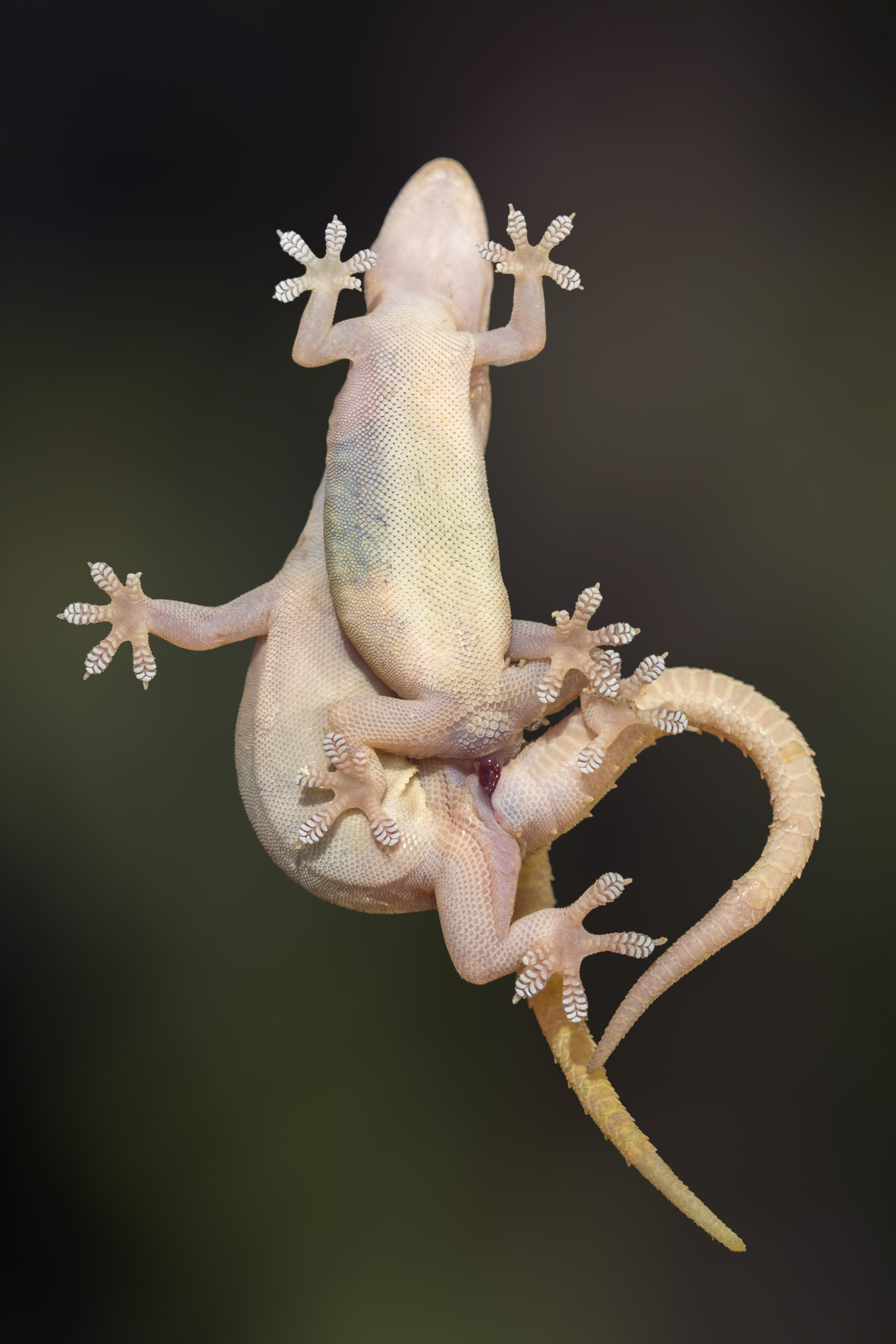
گِکوی معمولی خانه، روی پنجره شیشه‌ای عمودی جفت‌گیری می‌کند، تیغک در زیر پا مشخص می‌باشد.

بالشتک‌های پای گِکو زائده‌های کوچک مو مانند است که در توانایی چسبیدن جانور به سطوح عمودی نقش دارد. مژکچه‌های مقیاس میکرومتر به شاخه‌های مقیاس نانومتر موسوم به اسپاتول (شاخک) تبدیل می‌شوند.
- مژکچه گِکو: طبق گفته کلار اوتومن (Kellar Autumn) «دو پای جلوی گکوی توکای می‌تواند ۲۰/۱ نیوتون نیرو را به موازات سطح با ۲۲۷ در میلی‌مترمربع مساحت بالشتک تحمل نماید (Irschick et al. ۱۹۹۶). پای گِکو تقریباً ۳۶۰۰ تتراد مژکچه در هر میلی‌مترمربع، یا ۱۴٬۴۰۰ مژکچه در هر میلی‌متر مربع رشد می‌دهد(Schleich and Kastle 1986; pers. obs.)، در نتیجه یک مجموعه باید یک نیروی متوسط ۶/۲ pN و تنش برش متوسط ۰/۰۹۰ نیوتون میلی‌متر۱- ایجاد کند (۰٫۹ اتمسفر). با این وجود، مژکچه‌های منفرد در شرایط مختلف آزمایشی، بسیار کمتر چسبناک بوده و بسیار چسبناک‌تر از اندازه‌گیری کل جانوران هستند، این بدان معنی است که اتصال و جدا شدن در مژکچه‌های گِکوها به‌صورت مکانیکی کنترل می‌شوند (Autumn و همکاران. ۲۰۰۰).»[۷]

### طبقه‌بندی نامشخص
در سال ۲۰۱۷، شرحی از گونه جدیدی از دهان‌دومیان پایه به نام ساکورایتیس منتشر شد. به نظر می‌رسد این جانور در منافذ کنار بدنش مژکچه دارد. با این حال، در سال ۲۰۲۲، دهان‌دومیان به‌عنوان یک پوست‌اندازان اولیه در نظر گرفته شده و فاقد مژکچه توصیف می‌شوند.

## مژکچه‌های قارچ

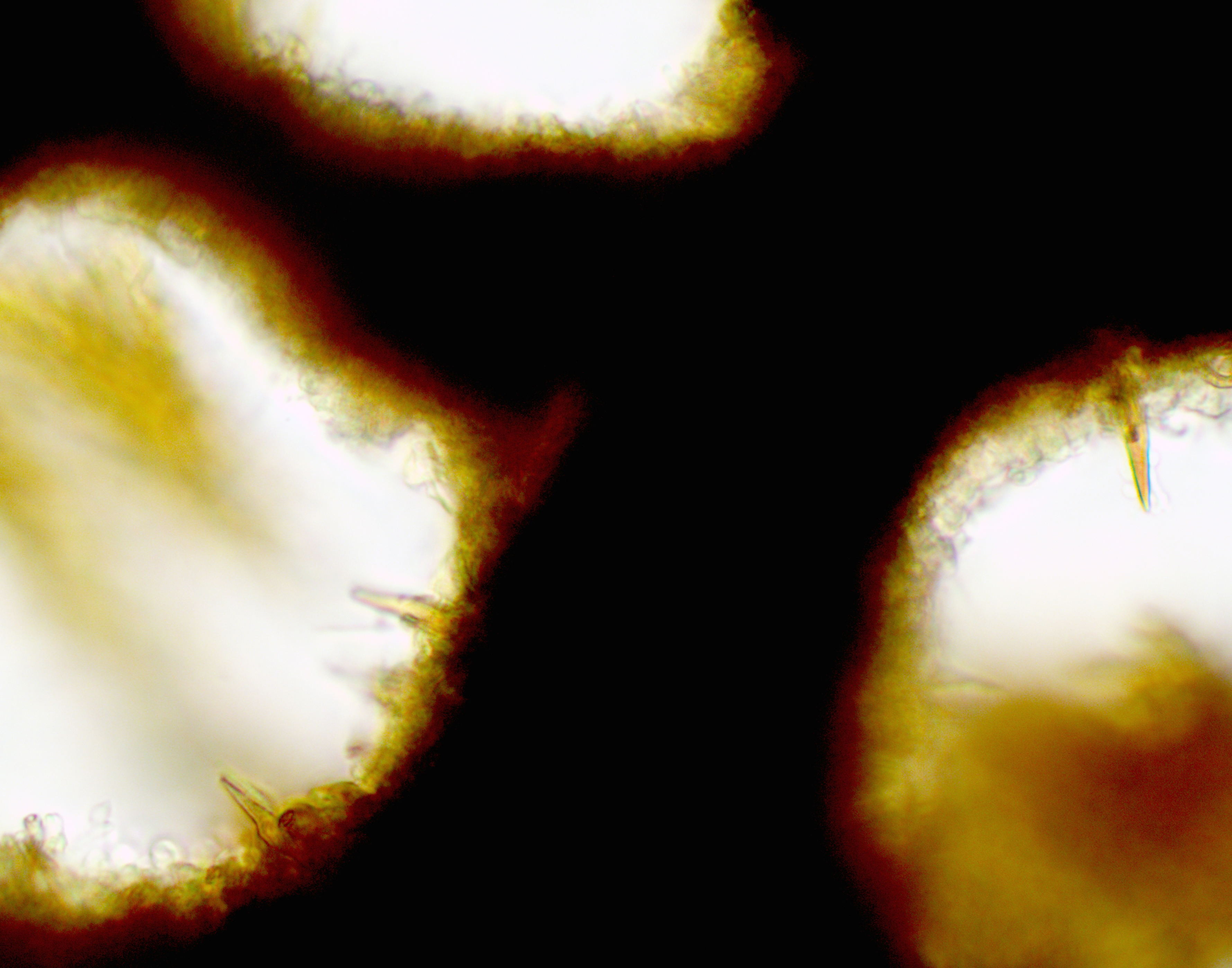
مژکچه‌های نوک‌تیز که از لوله‌های سطح بارور براکت قارچ خانواده زبرپردگان (Phellinus gilvus) بیرون زده‌اند.

در قارچ‌شناسی، «مژکچه» به سیستیدیوم (Cystidium) قهوه‌ای تیره، دیواره ضخیم، خارمانند شبیه است که در قارچ‌های پینه‌ای و قارچ‌های تاقچه‌ای در خانواده زبرپردگان یافت می‌شود. گرچه عمدتاً میکروسکوپی است، اما مژکچه‌های برخی از گونه‌ها ممکن است به اندازه کافی برجسته باشند تا با عدسی دستی قابل مشاهده باشند.

## مژکچه‌های گیاهان
در گیاه‌شناسی، «مژکچه» به ساقه‌ای گفته می‌شود که از کپسول خزه یا جگرواشان پشتیبانی می‌کند و مواد مغذی آن را تأمین می‌کند. مژکچه‌ها بخشی از اسپوروفیت است و دارای پای کوتاهی است که در گامتوفیتی که روی آن انگلی است، تعبیه شده است. مژکچه‌ها در همه خزه‌ها وجود ندارد، اما در بعضی از گونه‌ها ممکن است به ۱۵ تا ۲۰ سانتی‌متر ارتفاع برسد.

## مژکچه‌های پُرزسانان
در خانواده دیاتوم، پُرزسانان (Chaetocerotaceae)، «مژکچه» به شبه‌مو بیرون‌زده از دریچه سطح سلول‌ها اشاره دارد. این مژکچه‌ها ساختار متفاوتی نسبت به دریچه دارند. چنین مژکچه‌هایی ممکن است از غرق شدن سریع جلوگیری کرده و همچنین از سلول‌ها در برابر خورده شدن محافظت کند.

## مژکچه‌های مصنوعی
مژکچه‌های مصنوعی (Synthetic setae) دسته‌ای از چسب‌های مصنوعی هستند که بنا به میل خود جدا می‌شوند، که بعضی اوقات چسب‌های قابل‌تنظیم نامیده می‌شوند، اما در عین حال چسبندگی قابل توجهی از خود نشان می‌دهند. توسعه چنین مواد مصنوعی موضوع تحقیقات فعلی است.